# Tuek L'ak Pir
Tuek L'ak Pir es una comuna (khum) del distrito de Tuol Kork, en la provincia de Nom Pen, Camboya. En marzo de 2008 tenía una población estimada de 13 122 habitantes.
Se encuentra ubicada junto a los ríos Mekong y Bassac, al sur del lago Sap (Tonlé Sap).